# 迷彩トモヤ
迷彩 トモヤ（めいさい ともや、1980年4月9日 - ）は、日本のダンサー、振付師。Goat, Inc.代表。Performance team MEISAI主宰。

## 来歴
2004年に横浜アリーナで開催された石野卓球主催の屋内最大テクノレイヴWIREへPerformance team MEISAIとして出演したことを皮切りに、国内テクノシーンにおけるダンスパフォーマンスのパイオニアとして数々のフェスやイベントに出演。振付師として、電気グルーヴのピエール瀧をはじめ、［Alexandros］、ゲスの極み乙女。、Superfly、ねごとなど、多くのアーティストの振付・演出を行う。
伯父は国文学者の日向一雅。

## 振付
- 電気グルーヴ 『かっこいいジャンパー』『新幹線』 ライブ（2008年）
- immi 『クラクション』 ライブ（2008年）
- immi 『Alice』 PV/ライブ（2009年）
- immi 『swimmer』 ライブ（2009年）
- The KAH 『On and on』 ライブ（2012年）
- 乃木坂46 『生駒里奈/ワンルーム音頭』 PV（2014年）
- 乃木坂46 『堀未央奈/プロジェクション体操』 PV（2014年）
- FANTA☆STAR（今野杏南、水樹たま、池田愛恵里、清水あいり）『プログラム握ってるキログラム』 PV（2014年）
- Bose IMPACT 2014 (出演：ダレノガレ明美、菅谷哲也、今井華) ステージ演出/振付（2014年）
- 天女隊（三上枝織、三森すずこ、大久保瑠美、大坪由佳） 『Ready Go!! -絶対無敵の天女隊-』 PV（2014年）
- Sugiurumn 『Bike』 PV（2014年）
- Ryoh Mitomi 『Paste the Tape』 PV（2014年）
- Superfly 『黒い雫』 PV（2015年）[1]
- ゲスの極み乙女。 『両成敗でいいじゃない』 PV（2015年）
- JUON 『READY TO GO』 PV（2016年）
- JUON 『BREAK MY SKY』 PV（2016年）
- PAN 『ギョウザ食べチャイナ』 PV（2016年）
- NEON 『farside ground feat. KAORI]』 PV（2016年）
- ［Alexandros］ 『Feel like』 PV（2016年）
- ねごと 『アシンメトリ』 PV（2016年）
- [Alexandros] 『Kaiju』 PV（2016年）
- Awesome City Club 『今夜だけ間違いじゃないことにしてあげる』 PV（2016年）
- INABA / SALAS 『AISHI-AISARE』 PV（2017年）
- SONY 『"EXPERIMENTAL DEVICE" MOTION SONIC PROJECT』 PV（2017年）
- 伊勢丹新宿店 『ミュージアムキューブ』プロジェクションマッピング ダンス演出・振付（2017年）
- 東京プリンスホテル リニューアルオープン『REBORN2017』プロジェクションマッピング ダンス演出・振付（2017年）
- ぼくのりりっくのぼうよみ 『SKY's the limit』 PV（2017年）[2]
- 阿部真央 『K.I.S.S.I.N.G.』 PV（2017年）
- Chuning Candy 『COLOR』 PV（2018年）
- STOLEN 『Chaos(Takkyu Ishino's Denki an Dis Remix)』 PV（2019年）
- SUZUKI クロスビー「DANCE with XBEE」篇 TVCM（2019年）
- NHK Eテレ みいつけた!『サボテン・ナイト・フィーバー』（2020年）
- HITACHI『白くまくん　こう見えてお掃除中篇』 TVCM（2021年）
- 日向坂46 金村美玖『水色、美玖色』MV（2021年）
- シオノギヘルスケア「リンデロンVsローション ミュージカル篇」（2022年）
- NHK Eテレ みいつけた！『こんやはダンスパーティー（９じまで）』（2022年）
- シオノギヘルスケア『リンデロンVs 春夏秋冬リンデロン篇』（2023年）

## 主な出演

### TV
- TX『DANCE@TV』

### PV
- Zombie Nation 『GIZMODE』 （2007年）
- Delon & Dalcan 『Dirty Tanzer』（2008年）
- immi 『Alice』 （2009年）

### ライブ
- WIRE04（2004年 横浜アリーナ）
- WIRE06（2006年 横浜アリーナ）
- EFFECT08（2008年 霧島国際音楽ホール）
- WIRE08（2008年 横浜アリーナ）
- Digital Fashion Week Singapore（2012年 ザ・リッツ・カールトン・ミレニア・シンガポール）
- CIRCLE OF LIGHT '2012 in Moscow（2012年）
- WIRED CLASH（2014年、2015年 ageHa）
- ナイトアクアリウム（2015年 日本橋三井ホール）

### 舞台
- 「Gift」（2016年 アンフィシアター）
- 「剱伎衆かむゐのチャンバラ夏祭り」（2007年 シアターサンモール）
- 剱伎衆かむゐ十周年記念公演「閃」（2008年 あうるすぽっと）